# Rio dei Santi Apostoli
Pour les articles homonymes, voir Apostoli.

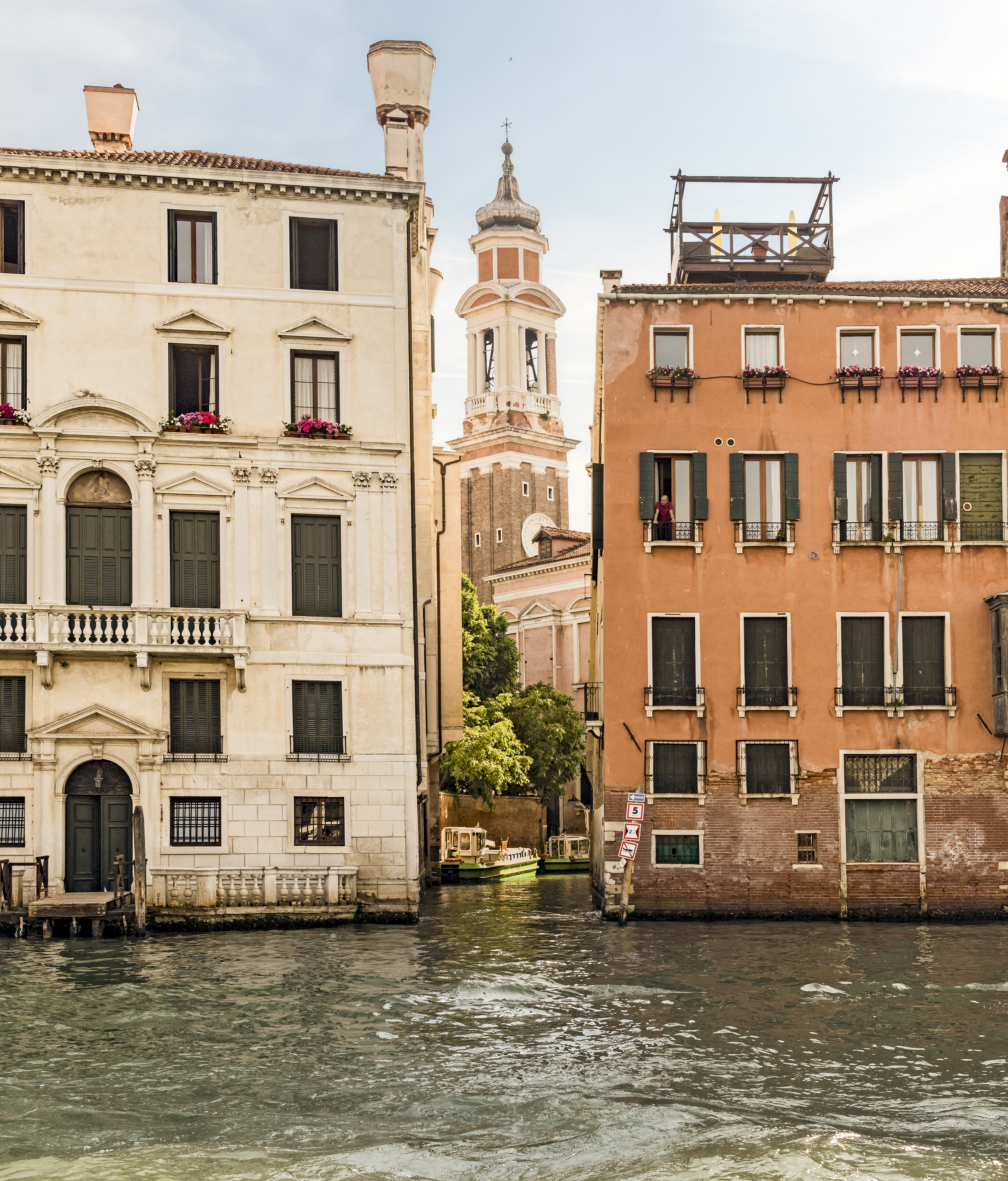
Embouchure du rio sur le Grand Canal et campanile dei SS. Apostoli

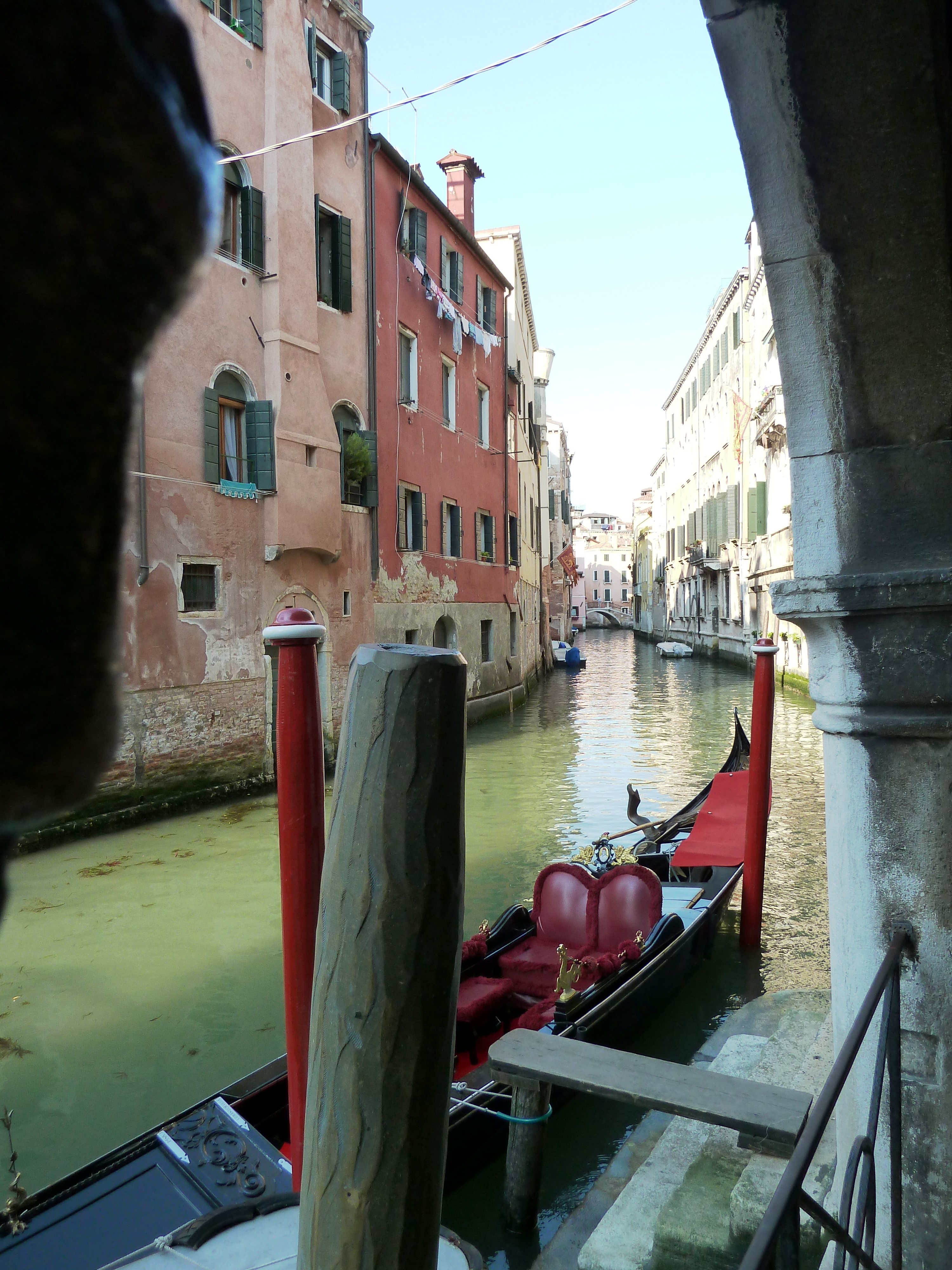
Le rio vers le nord

Le rio dei Santi Apostoli (canal des saints apôtres) est un canal de Venise dans le sestiere de Cannaregio.

## Description
Le rio dei Santi Apostoli a une longueur de 405 mètres. Il prolonge le rio dei Gesuiti en sens sud, puis faisant une longue courbe vers l'ouest vers son embouchure dans le Grand Canal.

## Toponymie
Le nom provient de l'église Santi Apostoli, proche.

## Situation
- Il débouche sur le Grand Canal entre le palais Smith Mangilli Valmarana et la Casa Zago.

Il longe 
- le campo SS.Apostoli
- la Scuola dell'Angelo Custode
- le palais du Doge Falier;
- le Palais Strozzi Morosini;
- le campo San Canciano
- la Ca' Corner;
- le Palais Giustinian Jäger;

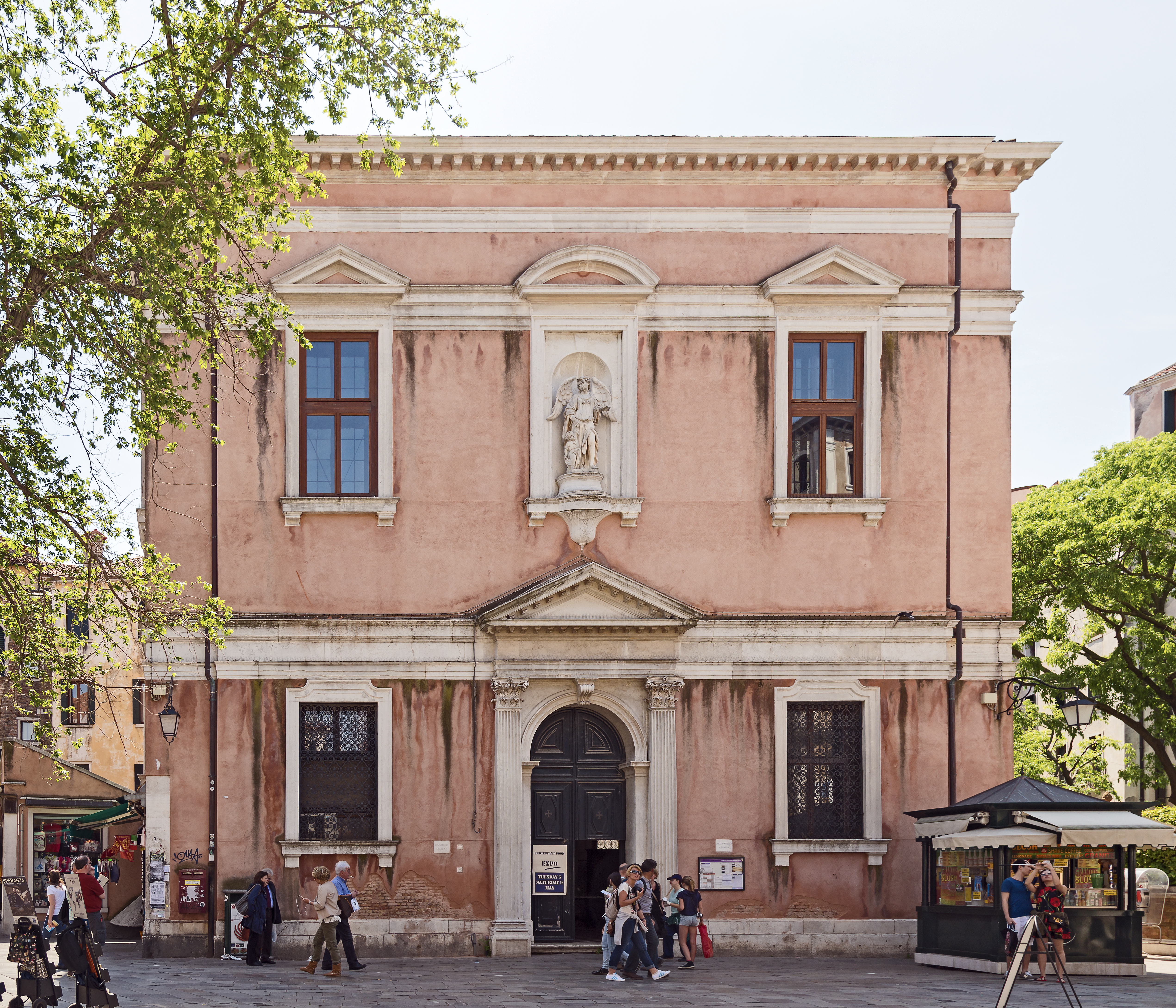
Scuola dell'Angelo Custode sur le campo SS.Apostoli
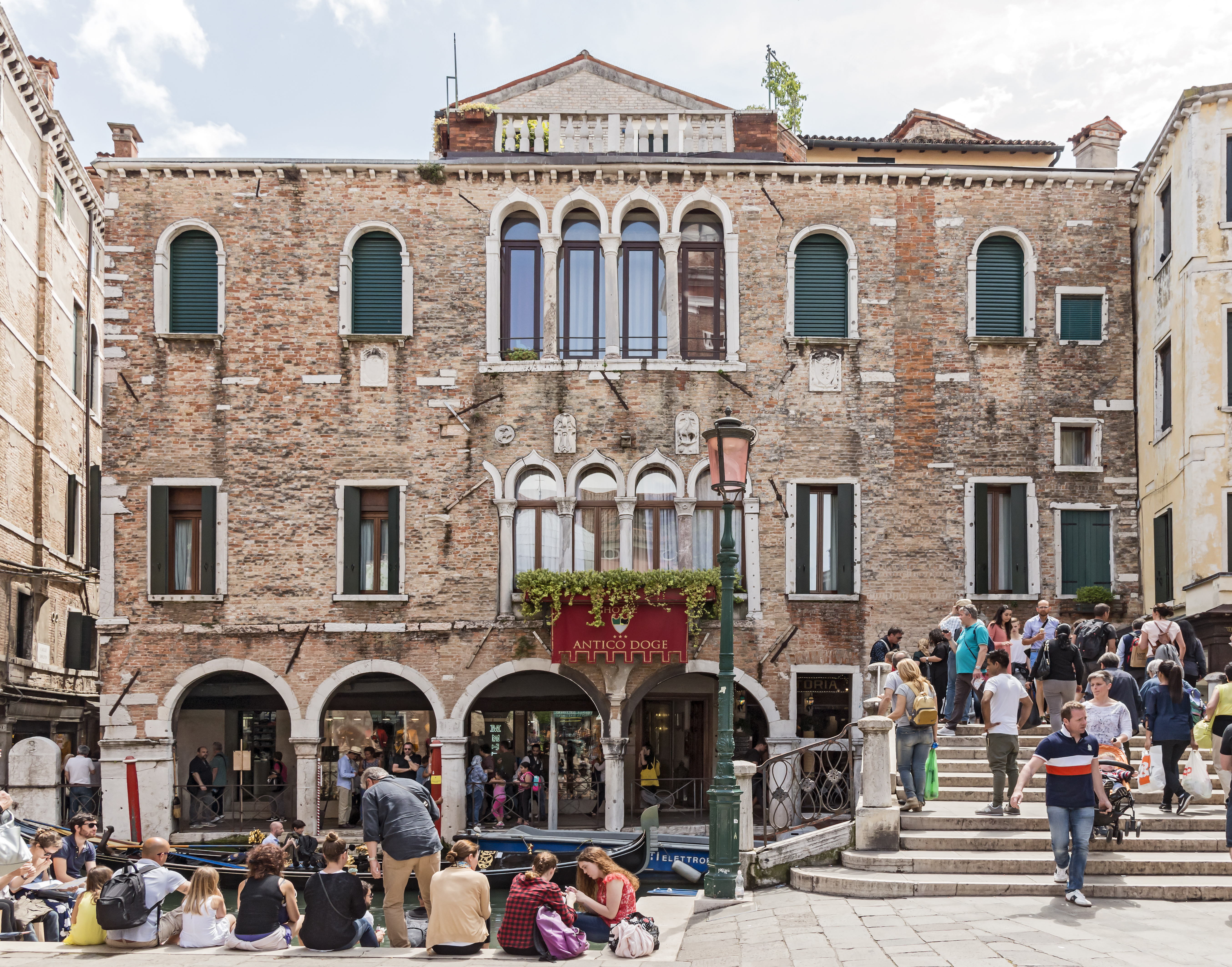
Le palais Falier
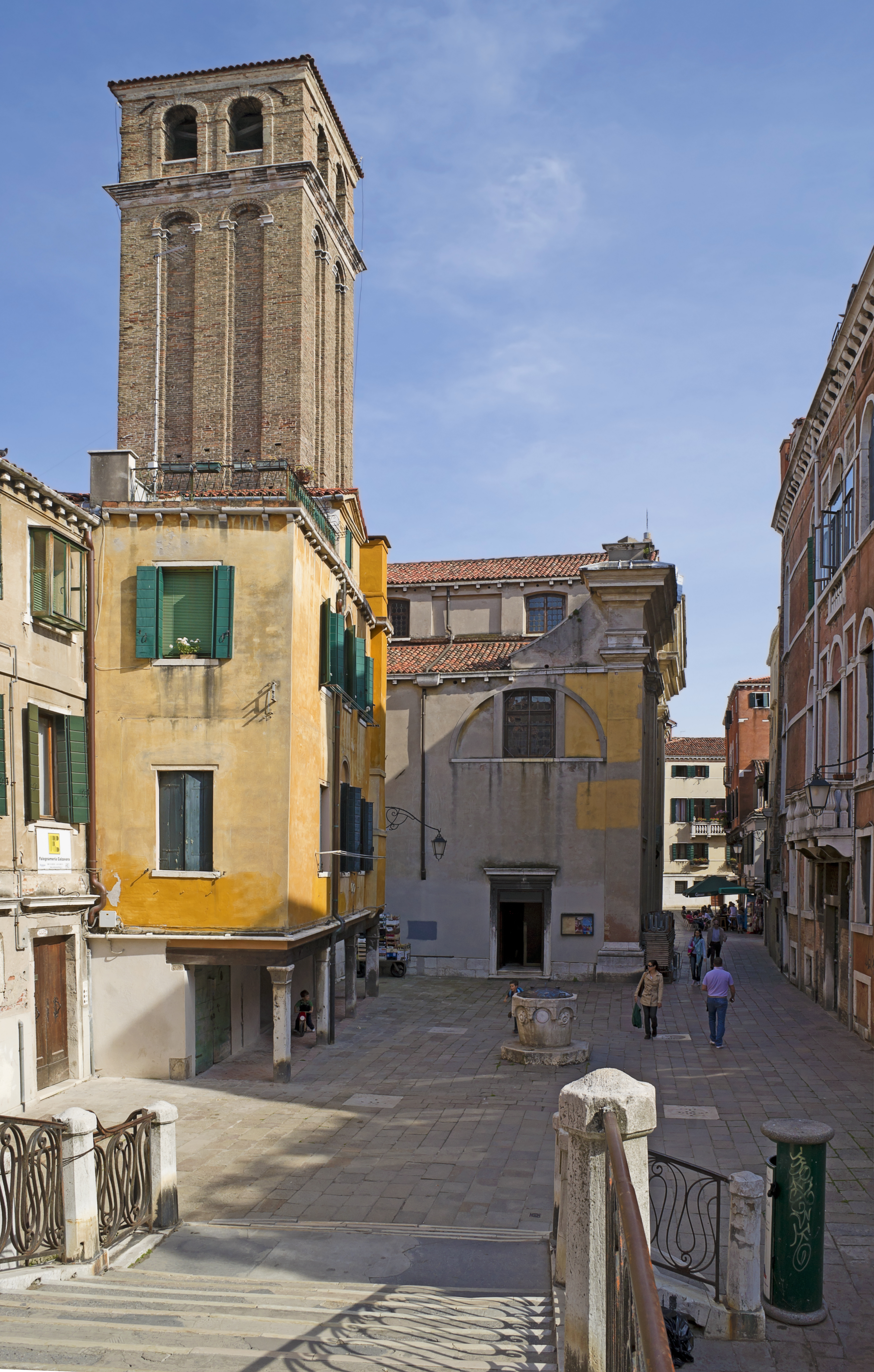
Campo san Canciano

## Ponts
Du Grand Canal vers la lagune au nord, ce rio est traversé par :
- Le ponte dei SS.Apostoli qui relie le Sotoportego Falier au Campo SS. Apostoli
- Le ponte San Canzian, d'où partait le plus ancien tragheto de Venise vers les îles de la Lagune Nord (son origine remonte à près de 1200 ans). Il relie le Campo du même nom à la Calle de la Malvasia
- Le ponte Giustinian reliant le Rio Terrà Barba Fruttarol, rio terà : rio enfoui, celui-ci nommé rio Baduario (d'après les Badoer), plus tard déformé en rio del Barba et le calle de la Madonna

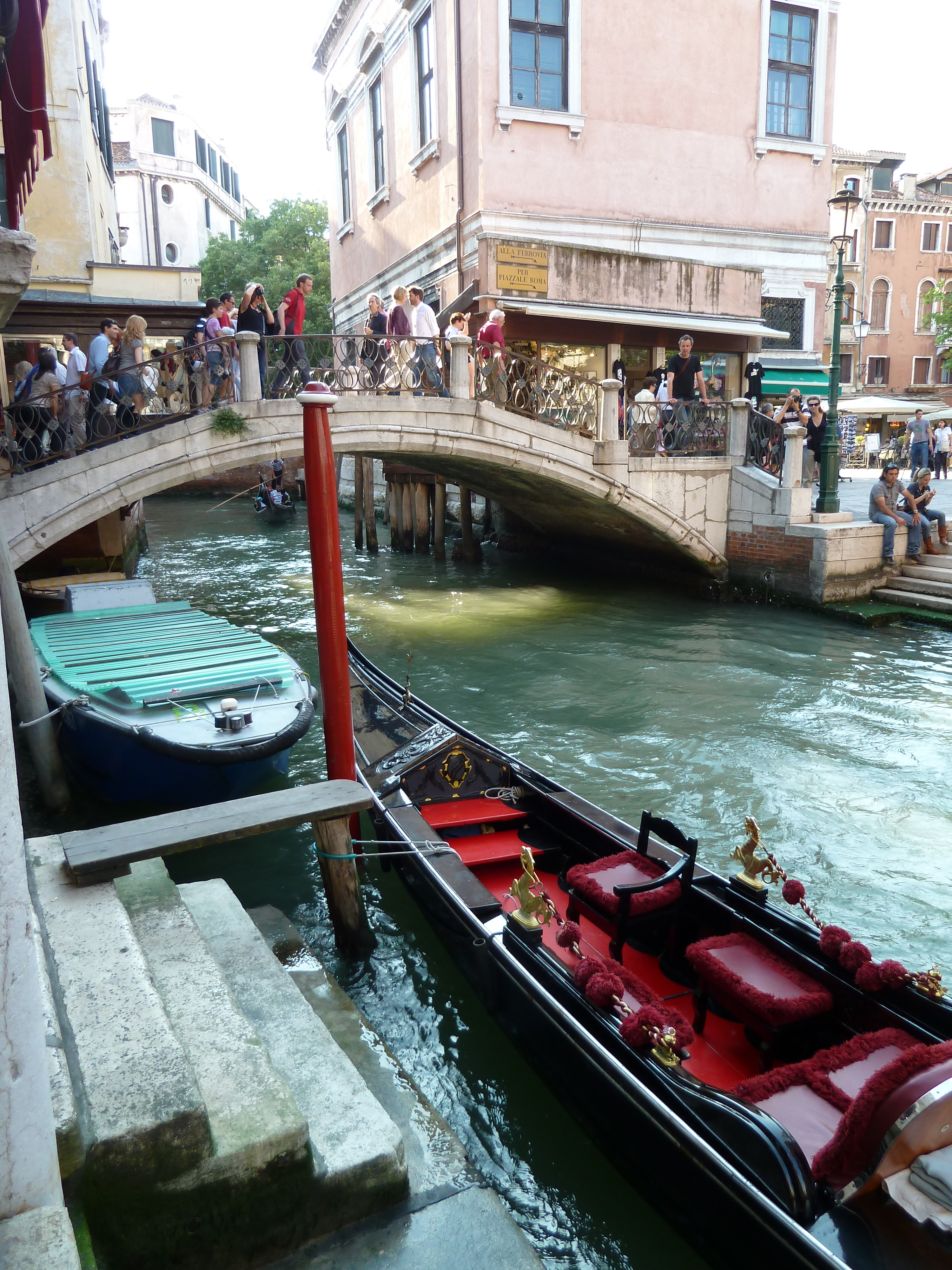
ponte dei SS.Apostoli
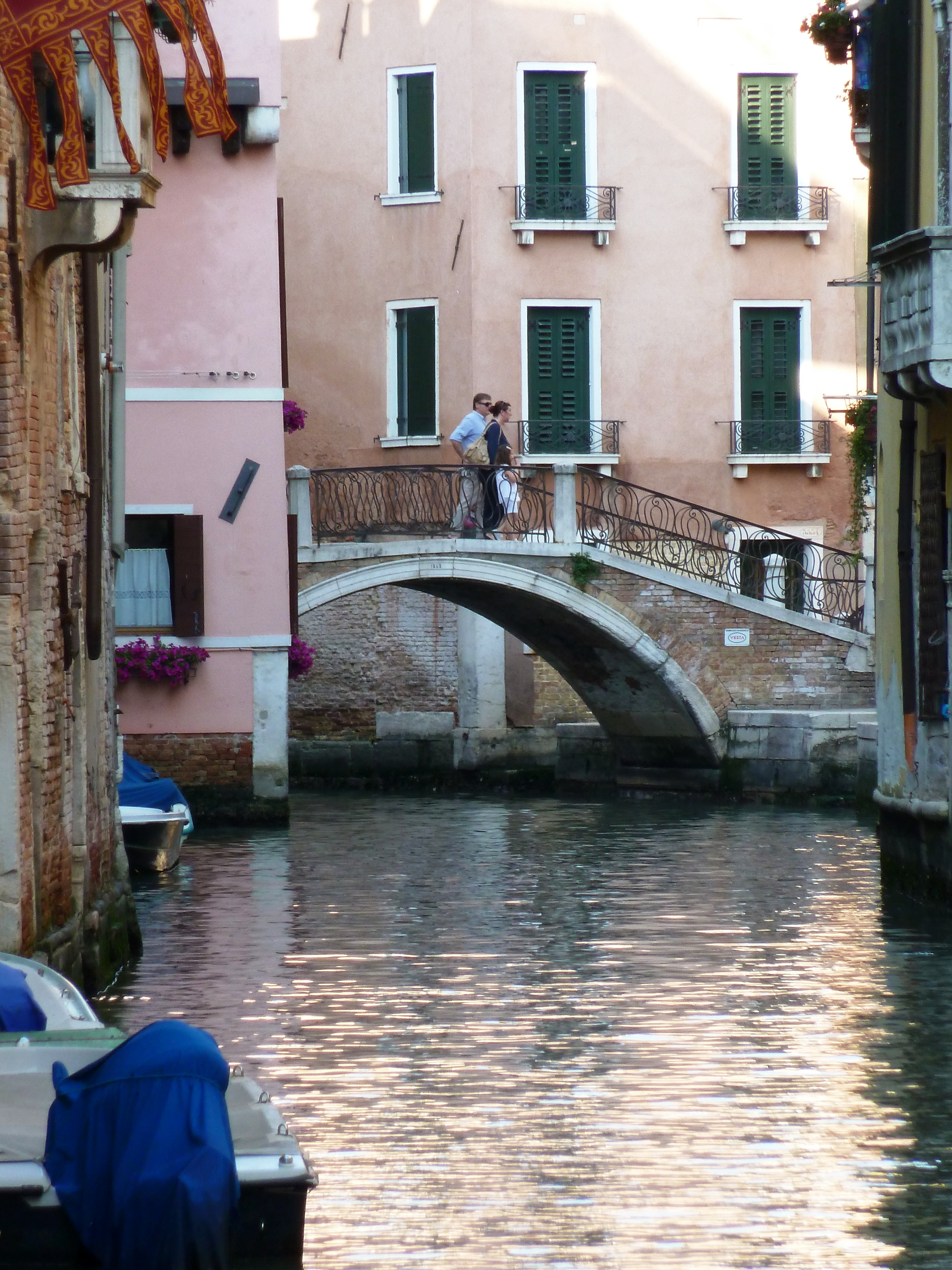
ponte San Canzian
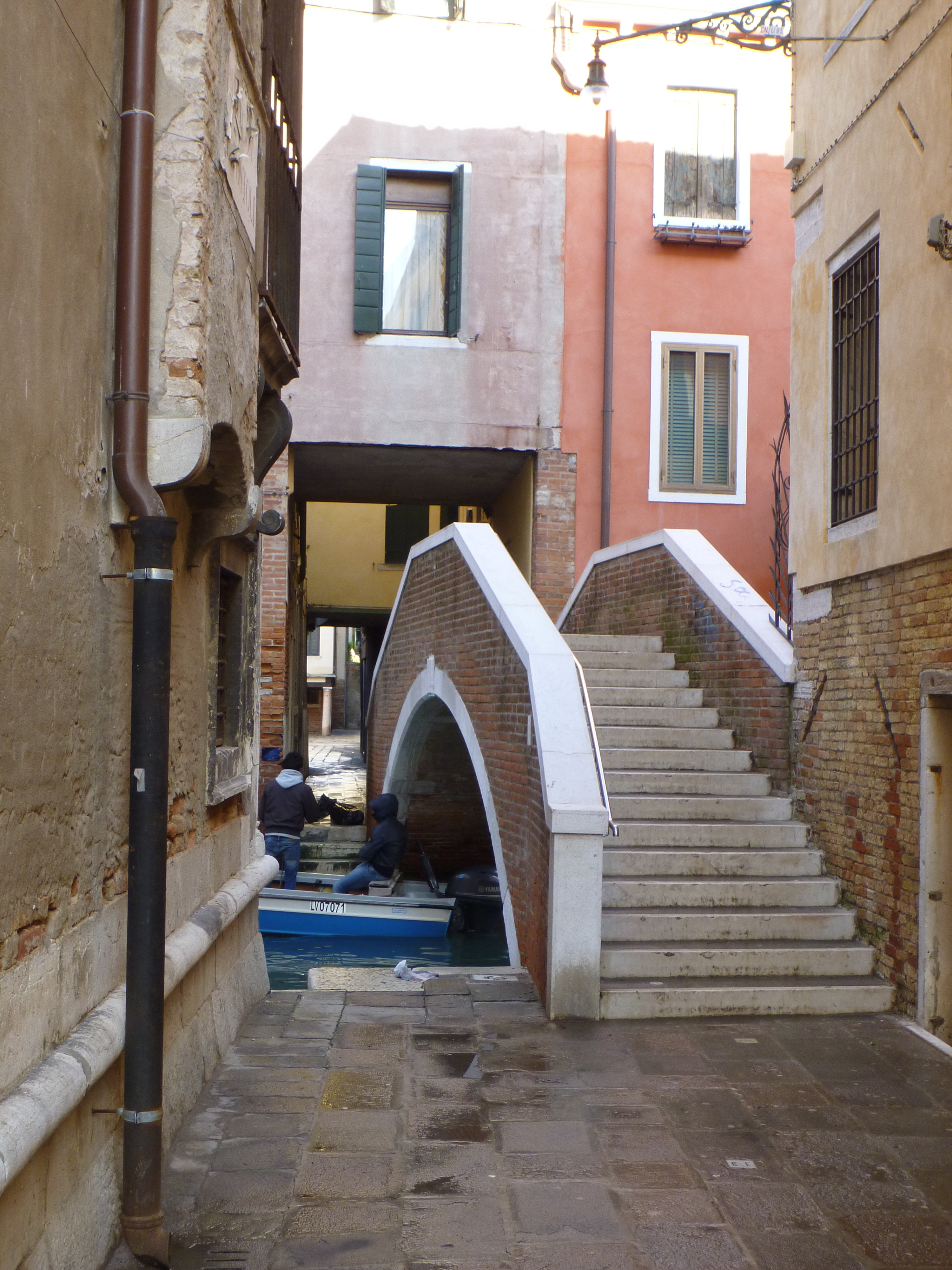
Le ponte Giustinian

### Acquavitieri et Cafetieri
Sous la dénomination générale d' acquavitieri, ou de vendeurs d'eau-de-vie, ils incluaient aussi les caffettieri. À part l'exclusive vente à la minute d'eau-de-vie et de café, cet art avait aussi le privilège de la vente de la glace et surtout des rosoli, produites à Venise. L'ancien nom des cafés était botteghe da acque, boutique des eaux. On y servait des eaux fraiches ou sorbetti. Le nombre de boutiques en ville était limité; en 1773 elles furent 218, avec 155 inviamenti, 6 banquettes et 30 places fermées, aptes à se transformer en boutiques.

Le rosolio est défini comme une liqueur préparée avec de l'alcool, du sucre et de l'eau dans la même proportion, avec en plus une essence qui lui donne son nom: rosolio rosoli ou rosolio. L'étymologie qui l'attribue est celle de ros solis : la rosée du soleil. Drosera et rosolida viennent du grec avec le sens de couvert de rosée. Avec la Drosera rotundifolia L., la pharmacopée fabriquait un élixir appelé ros solis, originaire de Dalmatie.